# Oncholaimus balli
Oncholaimus balli is een rondwormensoort uit de familie van de Oncholaimidae. De wetenschappelijke naam van de soort is voor het eerst geldig gepubliceerd in 1984 door Nicholas & Stewart.